# Zău
Zău je osmi i posljednji studijski album rumunjskog black metal-sastava Negură Bunget. Album je 26. studenoga 2021. godine objavila diskografska kuća Lupus Lounge.

## O albumu
Zău je treći i posljednji album u sklopu „Transilvanijske trilogije” skupine i objavljen je nakon smrti bubnjara Gabriela „Negrua” Mafe, jedinog preostalog izvornog člana sastava.

## Popis pjesama
| 1.    | »Brad«                    | Jela                 | 15:53 |
| 2.    | »Iarba fiarelor«          | Prava svilenica      | 8:29  |
| 3.    | »Obrăzar«                 | Maska                | 6:58  |
| 4.    | »Tinerețe fără bătrânețe« | Mladost bez starosti | 7:59  |
| 5.    | »Toacă din cer«           | Klepka s nebesa      | 11:39 |
| 50:58 |                           |                      |       |

## Recenzije
| Recenzije       | Recenzije |
| Izvor           | Ocjena    |
| --------------- | --------- |
| Angry Metal Guy | 3,5/5     |
| Metal Hammer    | 4,5/7     |
| metal1.info     | 8/10      |

Robert Müller iz njemačke inačice časopisa Metal Hammer dao mu je četiri i pol boda od njih sedam i izjavio je: „Za izradu [ovog albuma] nije bila potrebna umjetna inteligencija, nego suosjećanje i poštovanje. Pod tim uvjetima 'Zau' je uspješan, doista zvuči kao sjećanje pretočeno u zvuk koje s ovog svijeta putuje u veliko ništavilo. Vrlo je oprezan, postupno se stišava, a čine ga još melankolična narodna glazba s Karpata i rifovi nalik na tapete od vate.” Moritz Grütz s internetskog mjesta Metal1.info dao mu je osam od deset bodova; izjavio je da pjesme „osciliraju između ambijentalne glazbe nadahnute tajnovitom prirodom i melankoličnog black metala”. Dodao je i da „[Zău] ne traži potpunu pozornost, nego uljuljava slušatelja na najugodniji način te tako pokušava zanjihati dušu i pustiti misli neka lutaju”. Na kraju recenzije zaključio je: „Promotrimo li ga kao zaseban album, 'Zău' je koherentan uradak koji je mahom utemeljen na melodičnosti – to mu vrlo dobro i ide. Međutim, upravo ga ta uspavljujuća ljepota čini podložnim raspravama: ako su mnogi obožavatelji prvi dio trilogije 'Tau' smatrali previše eksperimentalnim, posljednji dio zvuči pomalo preslatko u duljim vremenskim rasponima.”

## Zasluge
| Negură Bunget - Gabriel „Negru” Mafa – bubnjevi - Tibor Kati – vokali - Adrian „GQ” Neagoe – gitara, klavijatura - Petre Ionuțescu – frula, zviždaljka, Panova frula, duduk, rog, klavijatura - Daniel Dorobanțu – grafički dizajn | Dodatni glazbenici - Manuela Marchis – vokali (na pjesmi „Brad”) Ostalo osoblje - Attila Lukinich – miksanje, masteriranje |